# Шегинський Ігор Михайлович
Шегинський Ігор Михайлович — доцент кафедри аналітичної економії та міжнародної економіки ЛНУ ім. Івана Франка, кандидат економічних наук.

## Біографія
З 1988 року навчався у Львівському державному університеті імені Івана Франка за спеціальністю «економічне і соціальне планування». Закінчив університет із відзнакою у 1993 році та отримав кваліфікацію «економіст». У цьому ж році став аспірантом кафедри економічної теорії Львівського державного університету імені Івана Франка.
З 1994 року працював на посаді асистента кафедри економічної теорії ЛДУ імені Івана Франка. У 1997 році захистив кандидатську дисертацію на тему «Макроекономічний аналіз природокористування в Україні» та здобув науковий ступінь кандидата економічних наук за спеціальністю «економічна теорія».
З 1999 року — доцент кафедри економічної теорії ЛНУ імені Івана Франка. У 2001 році отримав вчене звання доцента цієї кафедри. З вересня 2003 року до липня 2012 року заступник декана економічного факультету з навчально-методичної роботи.
У жовтні 2004 року нагороджений грамотою Ректора Львівського національного університету імені Івана Франка за особливі успіхи в роботі. Тоді ж став стипендіатом Голови Львівської обласної державної адміністрації для молодих учених.
З листопада 2006 року і до сьогодні — доцент кафедри аналітичної економії та міжнародної економіки.

## Нагороди та наукові досягнення
2004 р. Нагороджений грамотою Ректора Львівського національного університету імені Івана Франка за особливі успіхи в роботі.
2004 р. Отримав стипендію для молодих учених від Голови Львівської обласної державної адміністрації.

## Методичні матеріали
- Програма Мікроекономіка 2023 (Облік)
- Програма Мікроекономіка 2023 (Менеджмент)
- Робоча програма Мікроекономіка 2023 (Менеджмент)
- Робоча програма Мікроекономіка 2023 (Облік)
- Силабус Мікроекономіка 2023 (Менеджмент)
- Силабус Мікроекономіка 2023 (Облік)
- Силабус курсу «Міжнародна економіка» (Екп) 2023
- Робоча програма курсу «Міжнародна економіка» (Екп) 2023
- Силабус курсу «Міжнародна економіка» (Екк, Екю) 2023
- Робоча програма курсу «Міжнародна економіка» (Екк, Екю) 2023
- Міжнародна економіка. Методичні рекомендації та плани практичних занять.
- Мікроекономіка. Методичні поради та плани практичних занять.

## Наукові інтереси
- «Еколого-економічні проблеми використання довкілля»
- «Економічне зростання в Україні та світі»
- «Макро- та мікроекономічний аналіз економіки України як відкритої господарської системи»
- «Економічне зростання в Україні»
- «Відкрита господарська система України в мовах посилення нестабільності світової економіки»
- «Економіка України у системі міжнародної конкурентоспроможності»

## Наукові праці та публікації
1. Аналітична економія: Макроекономіка і мікроекономіка: Підручник: У 2 кн. — Кн. 1: Вступ до аналітичної економії. Макроекономіка / За ред. С. Панчишина та П. Островерха. — 2-те вид., випр. і доп. — К.: Знання, 2013. — 615 с. (співавторство)
2. Аналітична економія: Макроекономіка і мікроекономіка: Підручник: У 2 кн. / За ред. С. Панчишина і П. Островерха. — Кн. 2: Мікроекономіка. — 2-ге вид., виправл. і доповн. — К.: Знання, 2014. — 390 с. (співавторство)
3. Шегинський І. Теорії і моделі економічного зростання. Формування ринкової економіки в Україні. Збірник наукових праць — Вип. 31. Ч. 2. — Львів: ЛНУ імені Івана Франка, 2014. — 437 с. (сс. 398—403)
4. І. Шегинський. Ю. Кірієнко. Функціонування товарних ринків України у період трансформаційного спаду. Формування ринкової економіки в Україні. Науковий збірник — Вип. 29. Ч. 2. — Львів: ЛНУ ім. Івана Франка,  2013. – 307 с. (C. 270—276).
5. Шегинський І. Інституційно-правове середовище функціонування суб'єктів господарювання та його вплив на економічне зростання в Україні.// Формування ринкової економіки в Україні. Науковий збірник — Вип. 28. — Львів: ЛНУ ім. Івана Франка, — 216 с. — С. 184—189.
6. Макроекономіка: навч. посібник / авт. кол.; за ред. Т. С. Смовженко і Г. Я. Стеблій. − К.: УБС НБУ, 2008. − 463 с. (співавторство).
7. Шегинський І., Шегинська Н. Динаміка та перспективи економічного зростання країн Центрально-Східної Європи. //Інтеграція України у європейський та світовий фінансовий простір: збірник тез ХІІІ міжнародної науково-практичної конференції, 18 травня 2018 року / Львівський інститут ДВНЗ «Університет банківської справи». — Львів, 2018. — 169 с. (cc. 37-40).
8. Шегинський І., Шегинська Н. Теоретичні засади дослідження ролі заробітної плати у зростанні реального ВВП // Формування ринкової економіки № 41 (Випуск 41). — 2019 р. — 510 с. С. 481—490.
9. Шегинський І. М., Шегинська Н. З. Система соціальної відповідальності в Україні: інституційний та управлінський аспекти. У кн. «Соціальна відповідальність в контексті інноваційного та соціально-гуманітарного розвитку.» Монографія / За наук. ред. Кузнєцової А.Я, Семів Л. К., Скринник З. Е. — Львів: вид-во ДВНЗ «Університет банківської справи», 2019. — 287 с.
10. Шегинський Ігор, Шегинська Наталія. Аналіз впливу величини грошової винагороди працівників на економічне зростання країн з різним рівнем розвитку. Вісник Львівського університету. Серія економічна. 2018. Вип. 55. — С. 262—275.
11. Шегинський І. Економічне зростання / У кн.  Аналітична економіка: макроекономіка і мікроекономіка. Підручник у 2 кн. / С. М. Панчишин, П. І. Островерх, І. В. Грабинська та ін.; за ред. С. М. Панчишина, П. І. Островерха. − 4-те вид., виправл. та доп. − Л.: Апріорі, 2021. − Кн. 1: Вступ до макроекономіки. Макроекономіка. − 648 с.
12. Шегинський Ігор. Інноваційна діяльність у відкритих економіках та досвід її інституційної підтримки в Ізраїлі. ISSN 2078-5860. Формування ринкової економіки в Україні. Науковий збірник — Вип. 45. — Львів: ЛНУ ім. Івана Франка,  2021. — 184 с. (C. 153—164).
13. Шегинський Ігор. Макроекономічний аналіз впливу інновацій на економічне зростання Ізраїлю. ISSN 2078-6115. Вісник Львівського університету. Серія економічна. 2022. Випуск 62. С. 59–73.